# ガールクラッシュ
ガールクラッシュ（朝鮮語: 걸크러쉬、英語: girl crush）は、特にK-POPの女性アイドルについて、同性である女性から見て憧れの対象となるような属性をもつこと。

## 概要
女性グループの魅力にありがちな「かわいい/ピュア」や「セクシー」とは一線を画した、「男性目線を意識することなく、女性らしさを前面に出し、本音をストレートに表現する」ような、「誰もが憧れるパワフルでカッコいい」魅力と説明される。
また、「女が惚れる女」といった説明もされ、「媚びない力強いスタイル」が強調されている。音楽、ファッション、化粧、髪型について言われる。日本語では、ガルクラと称されることもある。

## 歴史
筧真帆によると、大韓民国では2010年代前半から女性芸能人やアニメキャラクターの女性ファンたちの間で使われ始めたとされ、やがて女性ラッパーなどについて頻繁に用いられるようになったという。
ガールクラッシュとしばしば形容されるガールズグループとしては、いち早く活動し、このスタイルを定義づけたとも言われる2NE1や、BLACKPINK、MAMAMOO、ITZY、aespa、EVERGLOW、DREAMCATCHER、LE SSERAFIMなどがあり、近年ではPRIKILやMOONCHILD、IS:SUEなどガールクラッシュを売りとして日本人のみで構成されるガールズグループも増えている。
ガールクラッシュがコンセプトとして確立していった背景には、アイドルファンダムにフェミニズムの要素が入ったことが挙げられる。